# Партений Папафотинос
Партений (на гръцки: Παρθένιος, Партениос) е православен духовник, митрополит на Вселенската патриаршия.

## Биография
Роден е със светската фамилия Папафотинос (Παπαφωτεινός) около 1837 година в Миханиона, Кизическа епархия. Служи като специален дякон на патриарх Йоаким II Константинополски. След това е повишен във втори дякон и велик архидякон.
На 19 май 1875 година е избран за ганоски и хорски митрополит. На 20 май 1875 година е ръкоположен за презвител от митрополит Йоаким Лариски. На 22 май 1875 година е ръкоположен за митрополит на Ганос и Хора в патриаршеската църква „Свети Георги“ във Фенер. Ръкополагането е извършено от митрополит Йоаким Лариски, в съслужение с митрополитите Игнатий Херцеговински, Герман Коски, Герасим Карпатоски и епископ Даниил Лернийски. На 11 февруари 1881 година е избран за созоагатополски митрополит в България. През септември 1889 година по заповед на българските власти е депортиран от страната. На 9 март 1900 година е избран за мраморноостровен митрополит срещу епископите Софроний Ардамерски и Никодим Абидоски.
Умира на остров Алони на 12 декември 1900 година в резултат на стомашно заболяване.